# Jadupatua
Les Jadupatuas, peints par la tribu Santhal, sont des peintures sur rouleau
. Les jadupatuas (jadu veut dire magicien et patua image) sont peintres et conteurs, et vont de village en village raconter les histoires qu'ils ont peintes sur des rouleaux de feuilles de papier.

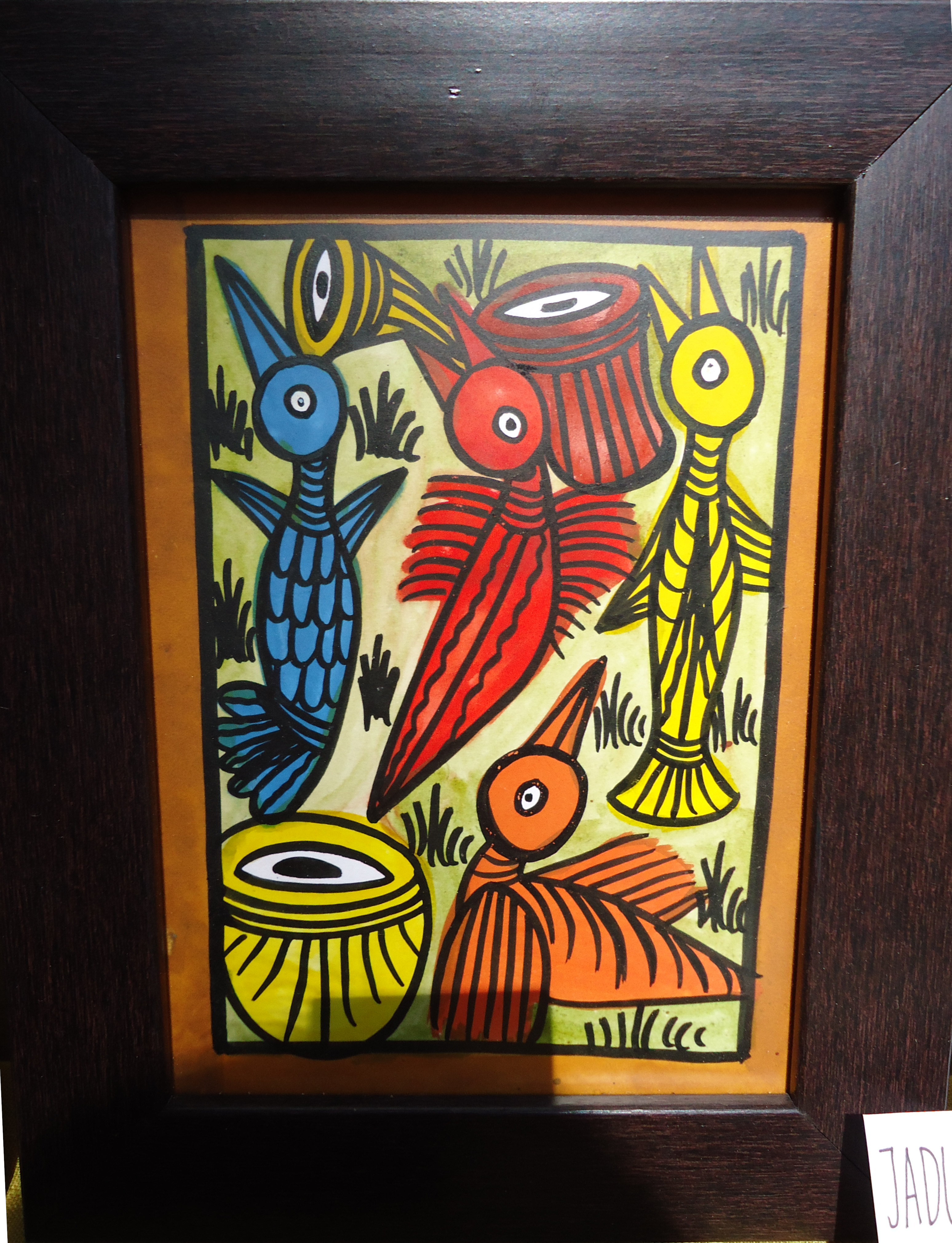
Jadupatua painting